# Cleveland Stokers 1968
Questa pagina raccoglie i dati riguardanti i Cleveland Stokers nelle competizioni ufficiali della stagione 1968.

## Stagione
La squadra venne completamente rifondata, e solo Paul Shardlow e Terry Conroy vennero richiamati in prestito dallo Stoke City. La squadra, formata quasi esclusivamente da giocatori europei con qualche innesto argentino, come Rubén Navarro, e statunitense, come Dietrich Albrecht, vinse la Lakes Division, raggiungendo le semifinali del torneo. I Stokers dopo per pareggiato l'incontro di andata, perse quello di ritorno per 2-1 contro l'Atlanta Chiefs, che poi si aggiudicheranno il campionato.
Il già citato Shardlow morirà poche settimane dopo il termine del torneo a causa di attacco di cuore.
La franchigia al termine della stagione chiuse i battenti.

## Organigramma societario
Area direttiva
Area tecnica
- Allenatore: Norman Low
- Preparatore: Leslie Freund

## Rosa
| N. |                        | Ruolo | Calciatore        |
| -- | ---------------------- | ----- | ----------------- |
| 1  | Inghilterra (bandiera) | P     | Paul Shardlow     |
| 2  | Stati Uniti (bandiera) | D     | Ivan Borodiak     |
| 3  | Inghilterra (bandiera) | D     | John Best         |
| 4  | Spagna (bandiera)      | D     | Jesús Tartilán    |
| 5  | Argentina (bandiera)   | D     | Rubén Navarro     |
| 6  | Inghilterra (bandiera) | C     | Roy Turner        |
| 7  | Portogallo (bandiera)  | A     | Manuel Mendoza    |
| 8  | Spagna (bandiera)      | A     | Enrique Mateos    |
| 9  | Inghilterra (bandiera) | A     | John Brookes      |
| 10 | Paesi Bassi (bandiera) | C     | Hank Liotart      |
| 11 | Stati Uniti (bandiera) | A     | Dietrich Albrecht |

| N.    |                        | Ruolo | Calciatore     |
| ----- | ---------------------- | ----- | -------------- |
| 12    | Inghilterra (bandiera) | D     | Peter Short    |
| 14    | Germania (bandiera)    | A     | Bernd Messing  |
| 15    | Ungheria (bandiera)    | D     | János Kuszmann |
| 15/16 | Jugoslavia (bandiera)  | C     | Sergije Krešić |
| 17    | Argentina (bandiera)   | A     | Amancio Cid    |
| 17    | Irlanda (bandiera)     | D     | Terry Conroy   |
| 18    | Jugoslavia (bandiera)  | P     | Marko Bilić    |
| 19    | Stati Uniti (bandiera) | A     | John Mueller   |
| 20    | Germania (bandiera)    | A     | Richard Skora  |
| 21    | Germania (bandiera)    | D     | Horst Tober    |
| 22    | Nigeria (bandiera)     | A     | Cyprian Ezike  |